# Софийско македоно-одринско дружество
Софийското македоно-одринско дружество е местно дружество на Македоно-одринската организация и заедно с Пловдивското и Кюстендилското е сред най-големите и най-важни за организацията.

## История
След учредяването на Македонския комитет на 28 март 1895 година с председател Трайко Китанчев започва процес на обединяване на македоно-одринските движения в София. Софийското дружество е учредено от Китанчев на 30 април 1895 година на заседание в „Славянска беседа“ и е правоприменик на всички дружества, комитети и организации, съществували преди управлението на Стефан Стамболов, сред които са Младата македонска дружина, Дружество „Братски съюз“ и Македонският сговор. Избрано е първото настоятелство на дружеството и започва дейността си в подкрепа на Комитета. Македонските дружества в страната вербуват доброволци и събират пари за организирането на Четническата акция, като Софийското дружество изпъква със своите около 1500 члена като най-голямото в страната. Софийското македоно-одринско дружество минава през тежка организационна и идейна криза в следващите четири години, но когато Върховният комитет е поет от офицерите от тайните офицерски братства в Българската армия, оглавени от поручик Борис Сарафов в 1899 година, започва същински разцвет на Македонското дружество в София. Възходът на дружеството продължава от 1899 до 1901 година, когато начело на ВМОК е Сарафов заедно със своите сподвижници от тайните офицерски братства.
Новото ръководство на Македонския комитет възприема активни мерки по активизиране на дружествата в страната с остри и безкомпромисни окръжки, които акцентират върху активността и инициативността на местните ръководители, масовизирането на организацията и мобилизирането на всички материални и морални ресурси в името на освободителното дело. Обръща се специално внимание на добарата организация на дружествата - архиви, деловодство, отчетност и контрол. Издават се конкретни насоки за начина на кореспонденцията, за воденето на дневници, партидни книги, членски вноски и други. Твърдият подход на Комитета дава резултат и за шест месеца Софийското дружество и другите македонски дружества в страната преживяват забележителен възход. Като символ на организационното и идейното единство на Седмия конгрес в 1900 година организацията е преименувана на Македоно-одринска организация в България с Върховен македоно-одрински комитет в София. Така се преименуват и всички дружествата в страната.
Най-характерна черта по време на възхода на Софийското македоно-одринско дружество е неговата масовизация, като членовете му достигат до над 3000 души към началото на 1901 година. Включвайки в това чисто и семействата на членовете, Софийското дружество изпълнява отлично целта си да привлече към дейността си всички изселници от Македония и Одринска Тракия в София, които по това време наброяват около 18 000 души по данни на дружеството. Дейността му е разнообразна, но сред основните цели е да събира пари за пропаганда на българската кауза по Македонския въпрос в България и чужбина и за подкрепа на въоръжената борба в Македония и Одринска Тракия. Събирането на финансови средства се осъществява чрез събиране на членски внос, дарения и организиране на различни благотворителни мероприятия, сред които театрални представления, концерти, танцувални вечеринки, градински увеселения, галадинета, лотарии и други подобни публични забавления, които са много популярни сред столичното общество. Така Софийското дружество е на първо място по размер на приходи и отчисления за касата на Върховния комитет сред всички останали дружества и се ползва с огромен авторитет в столицата. На 10 януари 1900 година Софийското дружество изисква чрез окръжно от всички институции в София списъци на служителите, които са родом от Македония и Одринско. До края на февруари заръката е изпълнена от министерства, управления, съдилища, учебни заведения, дирекции и други, като сведения за служителите от Македония и Одринско съставят и полицейските участъци и окръжният затвор.
На 30 януари 1903 година Министерският съвет приема постановление, по силата на което ВМОК е поставена извън закона. На другия ден всички дружества в България са закрити, канцелариите им са запечатани и архивите им са конфискувани от полицията. В същия ден съответно Софийското македоно-одринско дружество също е закрито.